# Садковий Володимир Петрович
Володи́мир Петро́вич Садковий (* 17 лютого 1956 р., м. Південне, Харківський район, Харківська область) — ректор Національного університету цивільного захисту України (з 2005-2023 рік). Генерал-лейтенант служби цивільного захисту, доктор наук, професор.

## Біографія
Народився 17 лютого 1956 р. у м. Південне Харківського району, Харківської області.
У 1976 р. закінчив Харківське пожежно-технічне училище МВС СРСР за спеціальністю «Протипожежна техніка та безпека» (кваліфікація — «Пожежний технік»), 1982 р. — Харківський юридичний інститут за спеціальністю «Правознавство» (кваліфікація — «Юрист»).
З 1976 р. працює в Харківському пожежно-технічному училищі МВС СРСР (згодом — Харківський інститут пожежної безпеки МВС України, Академія пожежної безпеки України, Академії цивільного захисту України, Університет цивільного захисту України):
- липень — вересень 1976 р. — начальник караулу НПЧ;
- вересень 1976 р. — грудень 1978 р. — інспектор відділу кадрів;
- грудень 1978 р. — грудень 1981 р. — начальник кабінету;
- грудень 1981 р. — липень 1992 р. — заступник командира дивізіону з політико-виховної роботи;
- липень 1992 р. — січень 1999 р. — начальник курсу з підготовки спеціалістів вищої кваліфікації у складі міжвідомчого навчально-наукового комплексу;
- січень 1999 р. — вересень 2003 р. — проректор;
- вересень 2003 р. — жовтень 2005 р. — перший проректор.

Із жовтня 2005 р. — ректор вузу.
2005 р. захистив дисертацію на здобуття ступеня кандидата психологічних наук на тему «Особливості прояву посттравматичних стресових розладів у працівників пожежно-рятувальних підрозділів МНС України».

## Особисті відомості

### Нагороди, відзнаки та звання
Нагороджений медалями «За бездоганну службу» III і II ступенів, «За відмінну службу по охороні громадського порядку», нагрудними знаками «Найкращому працівникові пожежної охорони», «За відзнаку в службі» II ступеня, «10 років вищим навчальним закладам МВС України», нагрудним знаком — пам'ятною медаллю «10 років МВС України», почесною відзнакою МНС України та медаллю МНС «Незалежність України».